# سیلور سیتی (میسیسیپی)
سیلور سیتی (به انگلیسی: Silver City) شهرکی در ایالت میسیسیپی کشور ایالات متحده آمریکا است که جمعیت آن در سرشماری سال ۲۰۱۰ میلادی، ۳۳۷
نفر بوده‌است.